# Максимокумское
Максимокумское — упразднённое в 1992 году село в Левокумском районе Ставропольского края. Село располагалось примерно на половине пути между посёлком Турксад (на западе) и хутором Шана-Худук (на востоке).

## Название
В источниках встречаются варианты наименования Максимо-Кумское, Максимокумка, Максимокумск, Максимокумский.

## История
Село основано в 1924 году:42. 27 мая 1925 года в составе Арзгирского района Терского округа Северо-Кавказского края был образован Максимо-Кумский сельсовет:6—7 с центром в селе Максимо-Кумском. 
Согласно всесоюзной переписи населения 1926 года в селе имелось 169 дворов, где проживало 695 человек (334 мужчины и 361 женщины), из них 689 — калмыки:304. Село являлось единственным местом компактного проживания калмыков в Арзгирском районе.
В апреле 1928 года Максимо-Кумский сельский Совет был упразднён, а его территория присоединена к Туркменскому сельскому Совету Арзгирского района, в состав которого вошли село Максимо-Кумское и посёлок Турксадский:6—7
Предположительно село исчезло вследствие депортации калмыцкого населения. 
1 апреля 1992 года село Максимокумское было снято с учёта. В настоящее время его территория входит в состав Левокумского района Ставропольского края России.